# Saturday Night
«Saturday Night» (англ.) — документальный фильм 2010 года режиссёра Джеймса Франко, исследующий процесс съёмок комедийного шоу «Saturday Night Live» в прямом эфире на «NBC». Снятый в течение шести дней в декабре 2008 года, фильм изначально был домашним заданием Франко во время его учёбы в Нью-Йоркском университете. Премьера состоялась на кинофестивале Трайбека 2 мая 2010 года, но выпуск в прокат был отложен на несколько лет в связи с правовыми вопросами между дистрибьютором и «NBC». 26 сентября 2014 года фильм был выпущен на «Hulu».

## Сюжет
Фильм начинается с собрания писателей утром понедельника, на котором они представляют свои шутки. Писатели не ложаться спать всю ночь, чтобы ко вторнику завершить свои эскизы для следующей читки сценариев. Из пятьдесяти с лишним эскизов на экраны попадёт только девять. В последующие дни идёт строительство декораций, долгие репетиции, и в конечном итоге зритель видит живое шоу субботним вечером.

## Производство и прокат
Картина снималась актёром Джеймсом Франко во время посещения им Школы искусств Тиша Нью-Йоркского университета в 2008 году. В качестве центрального субъекта внимания фильма, он выбрал комедианта Билла Хейдера. При этом, Франко, решив создать полнометражный документальный фильм о производственном процессе шоу, сначала должен был получить одобрение создателя и исполнительного продюсера «Saturday Night Live» Лорна Майклса, а также ведущего Джона Малковича.
После завершения съёмок, известность большей части актёров не помешала бы известности фильма, до тех пор пока Франко не начал добиваться разрешения на прокат у «NBC». Однако в результате, процесс затянулся на несколько лет, в том числе из-за перестановок исполнительного состава телесети. Позже, фильм был куплен компанией «Ocilloscope Films» с намерением показывать его в театрах. Однако в 2012 году умер основатель студии Адам Яух, тем самым усложнив процедуру.
26 сентября 2014 года фильм был загружен на видеопортал «Hulu» в рамках празднования сороковой годовщины «Saturday Night Live».